# Liverpool John Lennon Airport

i7
i11
i13
Der Liverpool John Lennon Airport, bis 2002 Liverpool Speke Airport, (IATA-Code: LPL, ICAO-Code: EGGP) ist der internationale Verkehrsflughafen der englischen Großstadt Liverpool.

## Geschichte

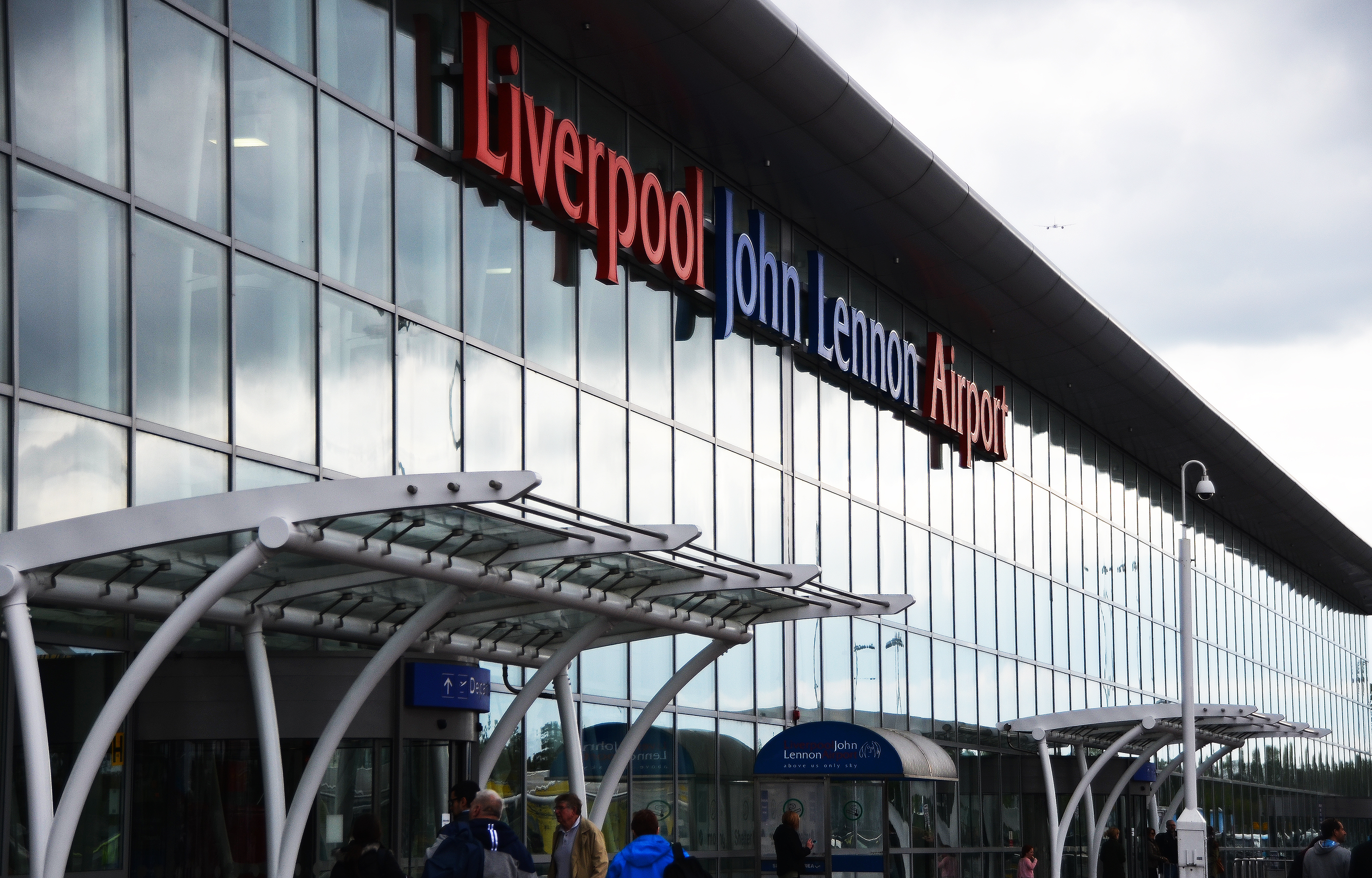
Außenansicht

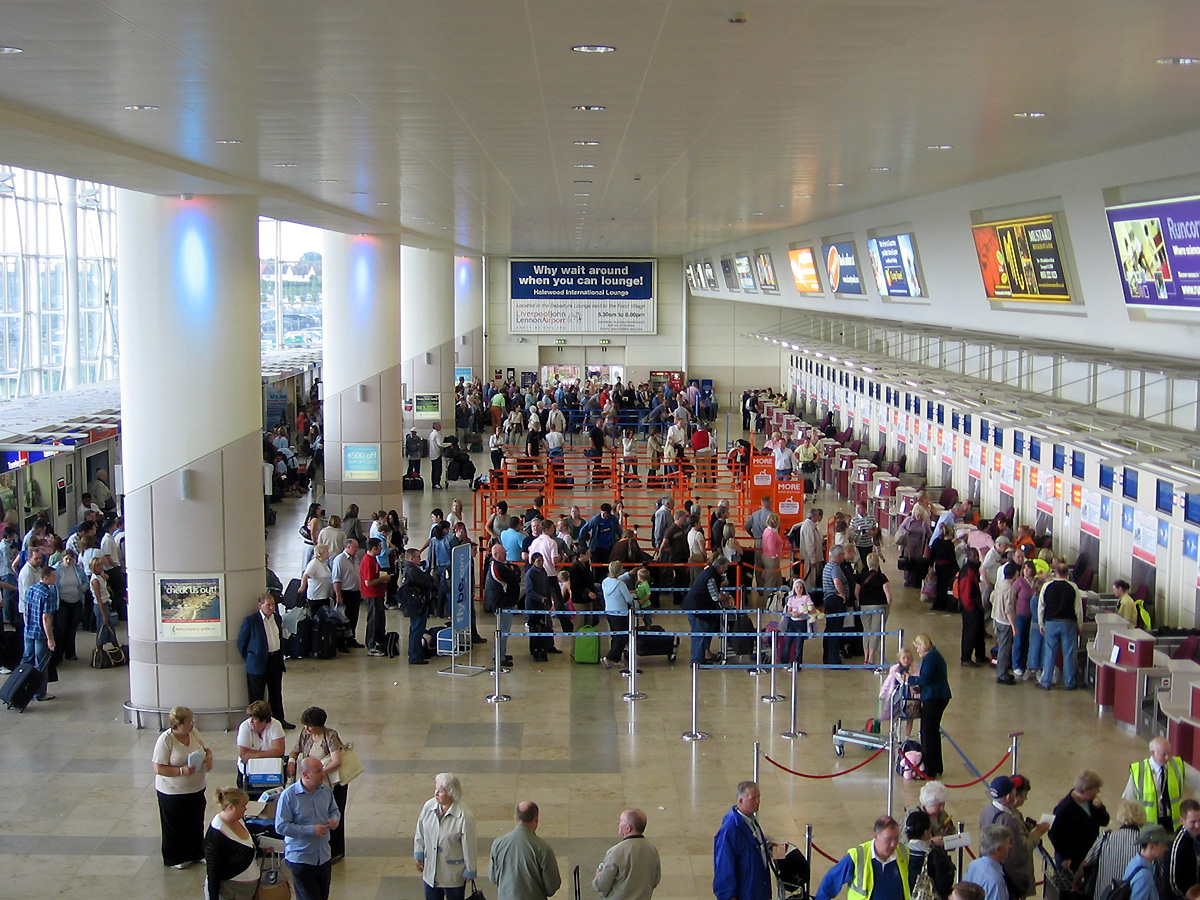
Check-In-Halle des Flughafens

### Gründung und erste Jahre
Unter seinem ersten Namen Speke Airport starteten schon 1930 Linienflüge von diesem Flughafen, obwohl er offiziell erst im Sommer 1933 eröffnet wurde. In den späten 1930er Jahren, als die Nachfrage für Flüge ab Liverpool größer wurde (beispielsweise für Flüge nach Irland), baute man ein Passagierterminal, einen Kontrollturm und zwei große Flugzeughangars.
Während des Zweiten Weltkriegs wurde der Flughafen von der Royal Air Force als RAF Speke übernommen. Rootes Motors baute dort viele Bomber; amerikanische Lockheeds, die aus den Vereinigten Staaten nach Liverpool geschickt wurden, wurden zusammengebaut.
Im Jahr 1966 erhielt Speke eine neue Start- und Landebahn mit 2286 Metern (7500 Fuß) Länge östlich der alten Bahn. Diese erlaubte einen 24-Stunden-Betrieb des Flughafens und ist bis heute in Benutzung. Im Jahr 1986 löste ein modernes Passagierterminal, welches ca. 500 Meter entfernt liegt, das alte Terminal aus den 1930er Jahren ab. Es ist heute der "neue" John Lennon International Airport an der Speke Hall Ave, Speke, Liverpool L24 1YD.

### Entwicklung seit den 1990ern
Im Jahr 1990 wurde der Flughafen privatisiert. Größter Anteilseigner war British Aerospace mit 76 %. Mittlerweile ist der Flughafen komplett im Besitz der Peel Holdings Ltd. Durch den im Jahr 2000 begonnenen Bau eines 42,5 Millionen Pfund (ca. 63 Millionen Euro) teuren neuen Terminals wurde eine Verdreifachung der Größe und Passagierkapazität erreicht. Die Baumaßnahmen waren 2002 bereits abgeschlossen. Dennoch ist die Ausstattung des hauptsächlich für 'Low-cost'-Flüge genutzten Flughafens weiterhin recht einfach, was oftmals lange Fußwege von und zu den Passagierflugzeugen nötig macht.
Zu Ehren von Beatles-Gründungsmitglied John Lennon erhielt der Flughafen 2002, 22 Jahre nach Lennons Ermordung, seinen heutigen Namen. Eine überlebensgroße Bronzestatue des Musikers schmückt den Aufgang aus der Check-in-Halle; zudem ist der Slogan des Flughafens – eine Zeile aus Lennons Lied Imagine – auf dem Dach zu erkennen: Above us only sky (engl.: Über uns nur der Himmel). Im Terminalgebäude finden sich an den Wänden diverse Textpassagen aus Liedern der Beatles; vor selbigem wartet stilecht das Yellow Submarine aus dem gleichnamigen Film auf John und seine Kameraden.
Im September 2006 begann man mit der Rekonstruktion und Renovierung der neuen südlichen Start- und Landebahn, welche ursprünglich schon 1966 eröffnet wurde. Außerdem wurde die Landebahnbefeuerung durch ein neues System ersetzt, um den Flughafen an die ILS Cat. III-Standards anzupassen. Zudem hat man bei den Sicherheitskontrollen eine ungewöhnliche Einnahmequelle aufgetan: statt wie sonst üblich den kompletten Sicherheitsbereich allen Passagieren zur Verfügung zu stellen, wurde ein Fast Lane genannter, separater Bereich geschaffen, der nur gegen Zahlung einer Gebühr von derzeit £3 zugänglich ist. Diese Maßnahme verursacht im somit deutlich kapazitätsreduzierten Regulärbereich ungewöhnlich lange Wartezeiten für nicht zahlungswillige Fluggäste, was insbesondere Reisende ohne ausreichendes Zeitpolster der schnelleren Abfertigung gegen Bezahlung in die Arme treiben soll.
Der Liverpool John Lennon Airport war zuletzt einer der am schnellsten wachsenden Flughäfen Europas: die Passagierzahlen stiegen von 1998 bis 2006 von 875.000 um 570 % auf 4,96 Millionen (2006).

## Lage und Verkehrsanbindung
Der Flughafen befindet sich etwa zwölf Kilometer vom Stadtzentrum entfernt an der Mündung des River Mersey.
Der Flughafen ist schnell über die Autobahnen M53, M56, M57 und M62 zu erreichen. Der Knowsley Expressway verbindet Knowsley, Prescot und Huyton mit dem Speke Boulevard. Außerdem verbinden Linienbusse den Flughafen direkt mit den Stadtzentren von Liverpool und Manchester sowie mit dem Flughafen Manchester. Trotz Konflikten mit der Flughafenleitung (Taxifahrer sollen £2.500 pro Jahr abtreten) wird auch ein Taxiservice angeboten.
Einen Bahnhof gibt es nicht direkt am Flughafen; der nächste befindet sich am Liverpool South Parkway, von wo regelmäßig Pendelbusse verkehren.

## Fluggesellschaften und Ziele
Der Liverpool John Lennon Airport dient als Basis für die beiden Billigfluggesellschaften Ryanair und easyJet, die auch die meisten europäischen Städte- und Urlaubsziele von hier aus bedienen. Als einzige weitere Gesellschaften fliegen derzeit Wizz Air, Flybe und Blue Air den Flughafen an. Deutschsprachige Ziele sind derzeit der Flughafen Berlin-Schönefeld sowie saisonal auch
Salzburg mit easyJet.

## Zwischenfälle
Nach Kriegsende wurden zahlreiche ehemalige Kampfflugzeuge wie Consolidated Liberator von zivilen Fluggesellschaften eingesetzt, überwiegend für Frachtflüge. Auch dabei kam es zu Unfällen und Totalverlusten.
- Am 13. Oktober 1948 wurde eine Consolidated B-24 Liberator II der Scottish Airlines (Luftfahrzeugkennzeichen G-AHZP) beim Anflug auf den Flughafen Liverpool-Speke zu tief angeflogen und streifte Straßenlampen außerhalb des Flughafens. Bei der folgenden Bruchlandung wurde das Flugzeug irreparabel beschädigt. Alle 4 Besatzungsmitglieder des Frachtfluges überlebten.[4]

- Am 20. Juli 1965 verunglückte eine Vickers Viscount 701 der britischen Cambrian Airways (G-AMOL), die ohne Passagiere nach Liverpool überführt werden sollte. Während des Anflugs brach die Maschine abrupt nach rechts aus und drehte sich in Rückenlage. Das Flugzeug kollidierte etwa 550 Meter vor der Landebahn des Flughafens Liverpool-Speke mit einem Fabrikgebäude. Bei dem Unfall kamen die beiden Insassen der Maschine sowie zwei Personen am Boden ums Leben.[5]